# Ilona d'Asburgo-Lorena
Ilona d'Asburgo-Lorena ((DE) Erzherzogin Ilona von Österreich; Budapest, 20 aprile 1927 – Friburgo, 12 gennaio 2011) era un membro del ramo palatino ungherese del casato d'Asburgo-Lorena. Si sposò e poi divorziò il defunto capo del casato di Meclemburgo, il duca Giorgio Alessandro.

## Biografia
L'arciduchessa Ilona d'Austria nacque a Budapest. I suoi genitori erano l'Arciduca d'Austria Giuseppe Francesco e la principessa Anna di Sassonia. Suo padre era il figlio di Giuseppe Augusto, Arciduca d'Austria, che era uno dei i capi del governo provvisorio in Ungheria, in seguito alla rimozione del re Carlo IV. Sua madre era una figlia dell'ultimo re di Sassonia, Federico Augusto III.

## Matrimonio
Ilona sposò il duca Giorgio Alessandro di Meclemburgo, civilmente il 20 febbraio 1946 e religiosamente il 30 aprile 1946 a Sigmaringen, durante l'occupazione alleata della Germania. Suo marito era il primogenito ed erede del duca Giorgio di Meclemburgo, capo della casa di Meclemburgo-Strelitz e della sua prima moglie, Irina Mikhailovna Raievskya.
Il 6 luglio 1963, in seguito alla morte del padre, il marito diventò il nuovo capo della Casa di Meclemburgo-Strelitz. Ilona e Giorgio Alessandro ebbero tre figlie e un figlio prima di divorziare il 12 dicembre 1974:
- Duchessa Elisabetta Cristina (22 marzo 1947), sposò  Alhard, barone von dem Bussche-Ippenburg (30 giugno 1947) civilmente il 15 novembre 1974 a Lüdenscheid e religiosamente il 3 maggio 1975, al Castello Hohenzollern. Ebbero due figlie e un figlio, Ricarda, Josina e Gabriel prima di divorziare il 15 dicembre 1997.
- Duchessa Maria Caterina (14 novembre 1949), sposò Wolfgang von Wasielewski (15 dicembre 1951) civilmente il 17 marzo 1978 a Bonn e religiosamente il 15 luglio a Biengen. Ha due figli, Natalia e Alexander.
- Duchessa Irene (18 aprile 1952), sposò Constantin Harmsen (28 aprile 1954) civilmente il 22 settembre 1979 a Città del Messico e religiosamente a Biengen il 26 luglio 1980. Ha due figli, Maximilian e Moritz.
- Borwin, Duca di Mecklemburgo (10 giugno 1956), sposò Alice Wagner (2 agosto 1959) a Hinterzarten civilmente il 24 dicembre 1985 e religiosamente il 19 luglio 1986. Ha tre figli, Olga, Alexander e Michael, ed è l'attuale capo del casato di Meclemburgo.

## Morte
Ilona morì la mattina del 12 gennaio 2011 a Friburgo, all'età di 83 anni.

## Ascendenza
|                                     |                     |                                     | Genitori                             |  |  | Nonni |  |  | Bisnonni                              |  |  | Trisnonni                 |  |
|                                     |                     |                                     |                                      |  |  |       |  |  | Giuseppe Carlo Luigi d'Asburgo-Lorena |  |  | Giuseppe d'Asburgo-Lorena |  |
|                                     |                     |                                     |                                      |  |  |       |  |  | Giuseppe Carlo Luigi d'Asburgo-Lorena |  |  | Giuseppe d'Asburgo-Lorena |  |
|                                     |                     | Maria Dorotea di Württemberg        |                                      |  |  |       |  |  | Giuseppe Carlo Luigi d'Asburgo-Lorena |  |  |                           |  |
| Giuseppe Augusto d'Asburgo-Lorena   |                     |                                     |                                      |  |  |       |  |  | Giuseppe Carlo Luigi d'Asburgo-Lorena |  |  |                           |  |
|                                     |                     | Clotilde di Sassonia-Coburgo-Koháry | Augusto di Sassonia-Coburgo-Koháry   |  |  |       |  |  |                                       |  |  |                           |  |
|                                     |                     | Clotilde di Sassonia-Coburgo-Koháry | Augusto di Sassonia-Coburgo-Koháry   |  |  |       |  |  |                                       |  |  |                           |  |
|                                     |                     | Clotilde di Sassonia-Coburgo-Koháry | Clementina d'Orléans                 |  |  |       |  |  |                                       |  |  |                           |  |
| Giuseppe Francesco d'Asburgo-Lorena |                     | Clotilde di Sassonia-Coburgo-Koháry |                                      |  |  |       |  |  |                                       |  |  |                           |  |
|                                     |                     | Leopoldo di Baviera                 | Luitpold di Baviera                  |  |  |       |  |  |                                       |  |  |                           |  |
|                                     |                     | Leopoldo di Baviera                 | Luitpold di Baviera                  |  |  |       |  |  |                                       |  |  |                           |  |
|                                     |                     | Leopoldo di Baviera                 | Augusta Ferdinanda d'Asburgo-Lorena  |  |  |       |  |  |                                       |  |  |                           |  |
| Augusta Maria di Baviera            |                     | Leopoldo di Baviera                 |                                      |  |  |       |  |  |                                       |  |  |                           |  |
|                                     |                     | Gisella d'Asburgo-Lorena            | Francesco Giuseppe I d'Austria       |  |  |       |  |  |                                       |  |  |                           |  |
|                                     |                     | Gisella d'Asburgo-Lorena            | Francesco Giuseppe I d'Austria       |  |  |       |  |  |                                       |  |  |                           |  |
|                                     |                     | Gisella d'Asburgo-Lorena            | Elisabetta di Baviera                |  |  |       |  |  |                                       |  |  |                           |  |
| Ilona d'Asburgo-Lorena              |                     | Gisella d'Asburgo-Lorena            |                                      |  |  |       |  |  |                                       |  |  |                           |  |
|                                     | Giorgio di Sassonia | Giovanni di Sassonia                |                                      |  |  |       |  |  |                                       |  |  |                           |  |
|                                     | Giorgio di Sassonia | Giovanni di Sassonia                |                                      |  |  |       |  |  |                                       |  |  |                           |  |
|                                     | Giorgio di Sassonia | Amalia Augusta di Baviera           |                                      |  |  |       |  |  |                                       |  |  |                           |  |
| Federico Augusto III di Sassonia    | Giorgio di Sassonia |                                     |                                      |  |  |       |  |  |                                       |  |  |                           |  |
|                                     |                     | Maria Anna Ferdinanda di Braganza   | Ferdinando II del Portogallo         |  |  |       |  |  |                                       |  |  |                           |  |
|                                     |                     | Maria Anna Ferdinanda di Braganza   | Ferdinando II del Portogallo         |  |  |       |  |  |                                       |  |  |                           |  |
|                                     |                     | Maria Anna Ferdinanda di Braganza   | Maria II del Portogallo              |  |  |       |  |  |                                       |  |  |                           |  |
| Anna di Sassonia                    |                     | Maria Anna Ferdinanda di Braganza   |                                      |  |  |       |  |  |                                       |  |  |                           |  |
|                                     |                     | Ferdinando IV di Toscana            | Leopoldo II di Toscana               |  |  |       |  |  |                                       |  |  |                           |  |
|                                     |                     | Ferdinando IV di Toscana            | Leopoldo II di Toscana               |  |  |       |  |  |                                       |  |  |                           |  |
|                                     |                     | Ferdinando IV di Toscana            | Maria Antonia di Borbone-Due Sicilie |  |  |       |  |  |                                       |  |  |                           |  |
| Luisa d'Asburgo-Lorena              |                     | Ferdinando IV di Toscana            |                                      |  |  |       |  |  |                                       |  |  |                           |  |
|                                     |                     | Alice di Borbone-Parma              | Carlo III di Parma                   |  |  |       |  |  |                                       |  |  |                           |  |
|                                     |                     | Alice di Borbone-Parma              | Carlo III di Parma                   |  |  |       |  |  |                                       |  |  |                           |  |
|                                     |                     | Alice di Borbone-Parma              | Luisa Maria di Borbone-Francia       |  |  |       |  |  |                                       |  |  |                           |  |
|                                     |                     | Alice di Borbone-Parma              |                                      |  |  |       |  |  |                                       |  |  |                           |  |

## Titoli
- Sua Altezza Imperiale e Reale Ilona, principessa imperiale e arciduchessa d'Austria, principessa reale di Ungheria e Boemia
- Sua Altezza Imperiale e Reale Ilona, duchessa di Meclemburgo, principessa imperiale arciduchessa d'Austria, principessa reale di Ungheria e Boemia

## Onorificenze
- Sovrano Militare Ordine di Malta (Dama di Gran Croce di Onore e Devozione)[1]